# 九州大学カーボンニュートラル・エネルギー国際研究所
カーボンニュートラル・エネルギー国際研究所（カーボンニュートラル・エネルギーこくさいけんきゅうじょ、英称：International institute for carbon-neutral energy research、略称：I2CNER（アイスナー））は、低炭素社会の実現に向けて、水素エネルギー利用と CO2 の回収・貯留に関する課題を、原子レベルから地球規模の科学の融合により解決を目指す九州大学に設立された研究拠点。水素に関連する研究に力を入れる九州大学において、その総長室の直属の研究機関でもある。

## 沿革
2010年に文部科学省の世界トップレベル国際研究拠点として発足した。発足から10年間は、国から年間5億～20億円の支援を受けることになっている。

## 期間
10年間。助成開始5年後の中間報告により、計画の変更、中止などの見直しが行われる。特に優れた成果を上げた場合は、5年間の延長が認められる。

## 組織
2015年9月現在

### 拠点責任者
- 久保千春（九州大学総長）

- ペトロス・ソフロニス（所長）

### 副機構長
- 石原達己
- 高田保之

### 部門長
- 石原達己（光エネルギー変換分子デバイス研究部門）
- Brian P. Somerday（水素適合材料研究部門）（サンディア国立研究所（米国））
- 松本広重（電気化学エネルギー変換研究部門）
- 髙田保之（熱科学研究部門）
- 秋葉悦男（水素貯蔵研究部門）
- 小江誠司（触媒的物質変換研究部門）
- 藤川茂紀（CO2分離・転換研究部門）
- 辻健（CO2貯留研究部門）
- 板岡健之（部門長代理）（エネルギーアナリシス研究部門）

## 所在地
- 九州大学伊都地区